# Équitation aux Jeux olympiques d'été de 1936
Navigation
Los Angeles 1932 Londres 1948
Les épreuves d’équitation aux Jeux olympiques d'été de 1936 à Berlin se sont déroulées du 12 au 16 aout 1936 dans un fort contexte politique et la propagande du régime nazi. Trois disciplines ont été disputées par les concurrents à titre individuel et par équipe : le concours complet, le saut d'obstacles et le dressage. Lors de cette édition, 21 nations ont participé aux épreuves équestres des Jeux et 127 cavaliers les ont été représentées. L'Allemagne remporte le plus grand nombre de médailles lors de ces compétitions équestres avec sept médailles dont six en or. C'est l'unique fois dans l'histoire qu'un même pays remporte les six médailles d'or en sports équestres.

## Histoire

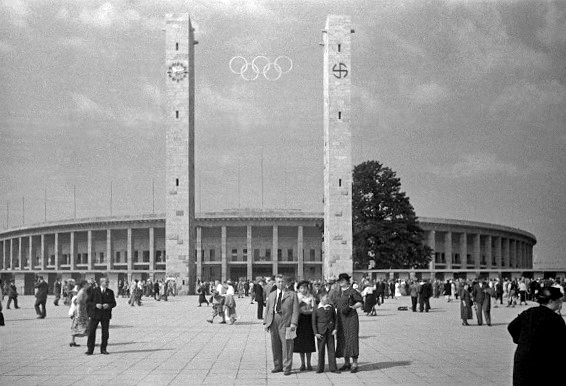
Stade olympique de Berlin en 1936.

### Contexte, organisation et déroulement
Les Jeux olympiques de 1936 sont marqués par un fort contexte politique et la propagande du régime nazi,. Les spectateurs sont au rendez-vous des épreuves équestres grâce à des prix abordables compris entre 2 et 15 marks. Ils sont entre 15 000 et 20 000 pour le dressage, 60 000 pour l'endurance du concours complet, 120 000 au stade olympique de Berlin, le jour de la clôture pour le saut d'obstacles.
La totalité des épreuves équestres, soit six médailles d'or, ont été remportées par l'équipe d'Allemagne sur son sol. Ces derniers disposent d’excellents chevaux de race Trakehner ayant remporté des médailles dans toutes les disciplines.

### Derniers jeux avant la guerre
Ces Jeux sont les derniers avant la Seconde Guerre mondiale et ceux de Londres en 1948, sauf rares exceptions, tous les cavaliers sont des militaires et beaucoup prennent part au conflit. Certains même sont tués, parmi eux :
- le Japonais Takeichi Nishi, mort à Iwo Jima en mars 1945[5] ;
- le Polonais Zdzisław Kawecki, médaillé d'argent du concours complet, tué lors du Massacre de Katyń ;
- les champions de concours complet allemands Rudolf Lippert (tué le 1er avril 1945 à Bielefeld) et Ludwig Stubbendorf (tué en Biélorussie le  17 août 1941)[6] ;
- Heinz Brandt, médaillé d'or allemand au saut d'obstacles par équipes, est surtout connu pour avoir déplacé la mallette contenant la bombe visant Hitler lors de l'attentat du 20 juillet 1944. Il meurt des suites de ses blessures[7],[6] ;
- Kurt Hasse, champion individuel de saut d'obstacles est tué le 9 janvier 1944[8].

D'autres comme le Polonais Seweryn Kulesza sont internés dans des camps de prisonniers. Le Danois Hans Mathiesen Lunding, médaillé de bronze au concours complet, est lui déporté au camp de concentration de Dachau pour des actes de résistance.

## Calendrier
Les compétitions se sont déroulées les cinq derniers jours des jeux, soit du 12 au 16 aout 1936.

## Nations participantes
127 cavaliers issus de 21 pays ont concouru lors de ces Jeux olympiques de Berlin. La Turquie participe pour la première fois aux épreuves équestres.
- Allemagne (9)
- Autriche (8)
- Belgique (3)
- Bulgarie (3)
- Danemark (4)
- États-Unis (8)
- Finlande (1)
- France (9)
- Hongrie (9)
- Italie (6)
- Japon (4)
- Norvège (6)
- Pays-Bas (9)
- Pologne (6)
- Portugal (3)
- Roumanie (5)
- Royaume-Uni (6)
- Suède (9)
- Suisse (6)
- Tchécoslovaquie (9)
- Turquie (4)

## Épreuves
Six titres issus de trois disciplines sont disputés à l'occasion de ces Jeux olympiques d'été de 1936.
| Discipline       | Individuel | Par équipe | Total |
| ---------------- | ---------- | ---------- | ----- |
| Dressage         | 1          | 1          | 2     |
| Saut d'obstacles | 1          | 1          | 2     |
| Concours complet | 1          | 1          | 2     |
| Total            | 3          | 3          | 6     |

## Résultats

### Dressage
Les cavaliers doivent dérouler leur reprise de 22 mouvements en moins de 17 minutes. À l'époque, cette discipline est principalement dominée par les Français et les Suédois, mais cette fois-ci, l'Allemagne est très bien notée par le jury en raison du contexte favorable des Jeux à Berlin et elle remporte l'épreuve par équipe. C'est l'allemand Heinz Pollay, le plus jeune de l'épreuve (28 ans) qui remporte le classement individuel.
À noter aussi, la présence du général autrichien Arthur von Pongracz âgé de 72 ans qui reste l'un des participants les plus âgés ayant pris part aux Jeux olympiques.
| Médaille                            | Cavalier          | Pays      | Cheval  | Points  |
| ----------------------------------- | ----------------- | --------- | ------- | ------- |
| Médaille d'or, Jeux olympiques      | Heinz Pollay      | Allemagne | Kronos  | 1 760   |
| Médaille d'argent, Jeux olympiques  | Friedrich Gerhard | Allemagne | Absinth | 1 745,5 |
| Médaille de bronze, Jeux olympiques | Alois Podhajsky   | Autriche  | Nero    | 1 721,5 |

| Médaille                            | Pays      | Cavaliers                                                      | Points cumulés |
| ----------------------------------- | --------- | -------------------------------------------------------------- | -------------- |
| Médaille d'or, Jeux olympiques      | Allemagne | Heinz Pollay Friedrich Gerhard Hermann von Oppeln-Bronikowski. | 5 074          |
| Médaille d'argent, Jeux olympiques  | France    | André Jousseaume Gérard de Balorre Daniel Gillois.             | 4 846          |
| Médaille de bronze, Jeux olympiques | Suède     | Gregor Adlercreutz Sven Colliander Folke Sandström.            | 4 660,5        |

### Concours complet

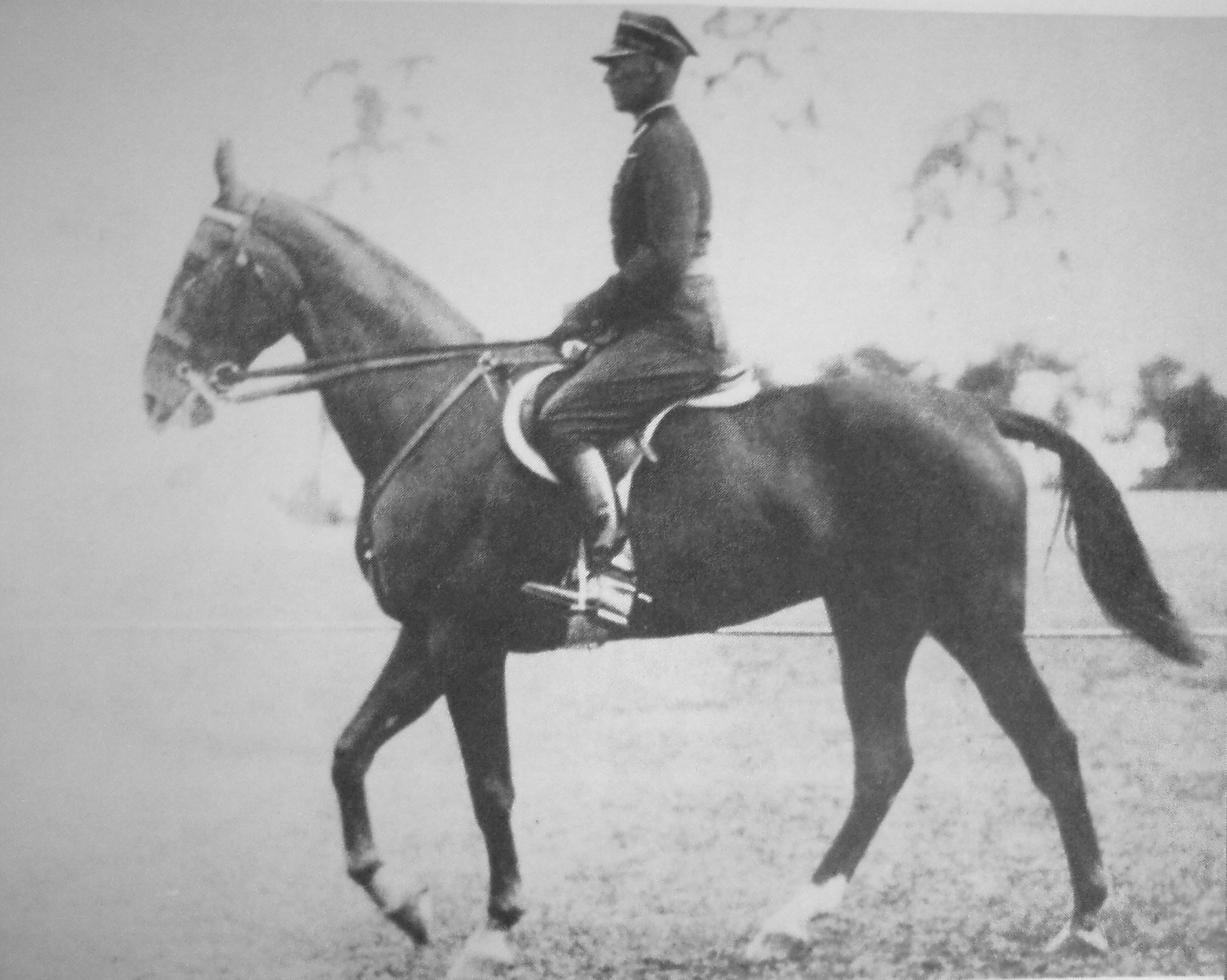
Henryk Leliwa-Roycewicz sur son cheval Arlekin III lors de jeux olympiques de 1936 à Berlin, médaille d'argent par équipes en concours complet.

La compétition est divisée en trois épreuves :
- Dressage : 13 minutes de reprise ;
- Endurance/Cross en plusieurs phases pour un total de 36 km :
  - phase A : 7 km en 29 min 10 s,
  - phase B : 12 obstacles sur 4 km en 6 min 40 s,
  - phase C : 15 km en 1 h 2 min 30 s,
  - phase D : 35 obstacles sur 8 km en 17 min 46 s,
  - phase E : 2 km en  6 min ;
- Saut d’obstacles : une épreuve avec verticaux d'une hauteur de 1,15 m et des oxers d'une largeur moyenne de 1,50 m.

Les épreuves de l'époque n'ont rien à voir avec celles d'aujourd'hui, une fois la limite de temps dépassé, il n'y a pas d'élimination, seulement un nombre de pénalités illimité. C'est ainsi que le cavalier tchèque Otomar Bures a mis deux heures et trente-six minutes pour terminer les 8 km de l'avant dernière phase : il a ainsi accumulé plus de 18 000 points de pénalité. Sur cinquante concurrents, vingt-sept ont abandonné, principalement en raison d'obstacles très difficiles voir dangereux, comme la rivière, quatrième obstacle du parcours de cross : les cavaliers allemands donnent l'impression de connaitre à l'avance ces difficultés.
| Médaille                            | Cavalier            | Pays       | Cheval     | Points |
| ----------------------------------- | ------------------- | ---------- | ---------- | ------ |
| Médaille d'or, Jeux olympiques      | Ludwig Stubbendorf  | Allemagne  | Nurmi      | 37,7   |
| Médaille d'argent, Jeux olympiques  | Earl Foster Thomson | États-Unis | Jenny Camp | 99,9   |
| Médaille de bronze, Jeux olympiques | Hans Lunding        | Danemark   | Jason      | 102,2  |

| Médaille                            | Pays        | Cavaliers                                                         | Points cumulés |
| ----------------------------------- | ----------- | ----------------------------------------------------------------- | -------------- |
| Médaille d'or, Jeux olympiques      | Allemagne   | Ludwig Stubbendorf Rudolf Lippert Konrad Freiherr von Wangenheim. | 676,65         |
| Médaille d'argent, Jeux olympiques  | Pologne     | Henryk Leliwa-Roycewicz Zdzisław Kawecki Seweryn Kulesza.         | 991,7          |
| Médaille de bronze, Jeux olympiques | Royaume-Uni | Alec Scott Edward Howard-Vyse Richard Fanshawe.                   | 91 595,5       |

### Saut d'obstacles
Le parcours d'obstacles est composé de 13 haies et 20 obstacles sur plus de 1 050 m. C'est la dernière épreuve de ces Jeux olympiques, elle se déroule juste avant la cérémonie de clôture. Alors que tout le monde attend Takeichi Nishi, champion olympique à Los Angeles quatre ans plus tôt, ce dernier chute et permet au militaire allemand Kurt Hasse de remporter l'épreuve individuelle. Le Japonais est soupçonné d'avoir volontairement provoqué sa propre chute, pour éviter de battre les Allemands, avec lesquels son pays devait signer le pacte tripartite en 1940.
| Médaille                            | Cavalier           | Pays      | Cheval | Points |
| ----------------------------------- | ------------------ | --------- | ------ | ------ |
| Médaille d'or, Jeux olympiques      | Kurt Hasse         | Allemagne | Tora   | 4      |
| Médaille d'argent, Jeux olympiques  | Henri Rang         | Roumanie  | Delfis | 4      |
| Médaille de bronze, Jeux olympiques | József von Platthy | Hongrie   | Sellő  | 4      |

| Médaille                            | Pays      | Cavaliers                                         | Points cumulés |
| ----------------------------------- | --------- | ------------------------------------------------- | -------------- |
| Médaille d'or, Jeux olympiques      | Allemagne | Kurt Hasse Marten von Barnekow Heinz Brandt.      | 44             |
| Médaille d'argent, Jeux olympiques  | Pays-Bas  | Johan Greter Jan de Bruine Henri van Schaik.      | 51,5           |
| Médaille de bronze, Jeux olympiques | Portugal  | José Beltrão Domingos de Sousa Luís Mena e Silva. | 56             |

## Compteur de médailles par nation
L'Allemagne remporte le plus grand nombre de médailles lors de ces compétitions équestres avec sept médailles dont six en or. C'est l'unique fois dans l'histoire qu'un même pays remporte les six médailles d'or en sports équestres.
|   | Nation          | Or | Argent | Bronze | Total |
| - | --------------- | -- | ------ | ------ | ----- |
| 1 | Allemagne       | 6  | 1      | 0      | 7     |
| 2 | États-Unis      | 0  | 1      | 0      | 1     |
| 2 | France          | 0  | 1      | 0      | 1     |
| 2 | Pays-Bas        | 0  | 1      | 0      | 1     |
| 2 | Pologne         | 0  | 1      | 0      | 1     |
| 2 | Roumanie        | 0  | 1      | 0      | 1     |
| 7 | Autriche        | 0  | 0      | 1      | 1     |
| 7 | Danemark        | 0  | 0      | 1      | 1     |
| 7 | Hongrie         | 0  | 0      | 1      | 1     |
| 7 | Portugal        | 0  | 0      | 1      | 1     |
| 7 | Grande-Bretagne | 0  | 0      | 1      | 1     |
| 7 | Suède           | 0  | 0      | 1      | 1     |